# Grand Prix Albi 1950
Grand Prix Albi 1950 (XII Circuit de l'Albigeois) byla celkově již 14 závodem formule 1 pořádaným v premiérové sezóně světového šampionátu. Závod se konal 16. června 1950 na okruhu Albi Circuit, jenž leží na jižním předměstí města Albi. Závod měl dvě rozjížďky po 17 kolech, o postavení na startovním roštu do první rozjížďky rozhodovala kvalifikace, kterou vyhrál Fangio na Maserati. Raymond Sommer jako vítěz první rozjížďky startoval z pole positions do rozjížďky druhé, kterou vyhrál Jose Froilan Gonzalez. O celkovém vítězi rozhodoval součet časů a odjetých kol z obou závodů, celkovým vítězem se nakonec stal Louis Rosier, který sice ani jednu jízdu nevyhrál (3. a 2. místo), ale součet jeho času byl nejlepší, navíc nechyboval tak jako jeho největší soupeři a tak jako jeden z mála odjel plný počet kol.

## Průběh závodu

### Účastníci
Svou účast na Grand Prix Albi potvrdilo celkem 18 pilotů, do kvalifikace nakonec nenastoupily jezdci Scuderia Milano Felice Bonetto a Gianfranco Comotti. Nejpočetnější zastoupení mělo Maserati a Talbot. Scuderia Achille Varzi připravila vozy Maserati 4CLT/48 pro argentinské duo Juan Manuel Fangio a Jose Froilan Gonzalez, jež doplnil motocyklový šampión Nello Pagani. Další Maserati představil tým Enrico Platé, jenž již tradičně podporuje šlechtickou dvojici thajského prince Biru a švýcarského barona de Graffenrieda. další Maserati sedlal Giuseppe Farina, jenž se do závodu přihlásil jako soukromá osoba. Scuderia Ferrari nasadila svou osvědčenou dvojici Alberto Ascari a Luigi Villoresi, zbytek startovního pole startoval na francouzských vozech Talbot, které doplnila ještě Simca Roberta Manzona a Maurice Trintignanta.

### Závod
Šestnáct automobilů se se postupně pouštělo na trať, aby bojovaly o cenné sekundy, které by jim zajistily start z té nejvýhodnější pozice. Nejlépe si se záludnostmi francouzského okruhu poradilo Maserati Juana Manuela Fangia, které 8,880 km dlouhou trať zdolalo za 3:06,7. Téměř dvě sekundy na něho ztratil jeho stájový kolega a krajan Jose Froilan Gonzalez, stačilo to na druhé místo, první řadu startovního roštu (systém 3-2-3) doplnil Raymond Sommer s vozem Talbot. Farina spolu s Rosierem startovali z druhé řady, nečekaně pomalí byli oba piloti Ferrari, Villoresi skončil šestý a Ascari až osmý. Poslední místa na roštu zaplnil tým Enrico Platé, který nestihl své piloty do kvalifikace vyslat.
Kvalifikace určila rozložení startovního roštu a diváci netrpělivě očekávali pokyn startéra. S úderem 15 hodiny byl odstartován první závod na okruhu v Albi, Fangio nezaváhal a ihned se ujal vedení. Výborně odstartoval Farina a Ascari. Štěstí v neštěstí měl Philippe Étancelin (Phi-Phi), kterého po ujetí zhruba tři sta metru zasáhl do obličeje kámen jenž odlétl z kola Luigiho Villoresiho. I přes ukrutnou bolest francouzský pilot absolvoval celé téměř devítikilometrové kolo než zastavil v boxech. Naštěstí jeho zranění nebylo vážné a tak se oblíbený Phi-Phi po ošetření, zúčastnil závodu již jen jako divák.
První tři okruhy nepřinesly žádnou změnu na čele závodu a Fangio si s každým kilometrem zvyšoval náskok nad svými pronásledovateli. Ve čtvrtém kole zaútočil Ascari na Farinu a předjel ho. Po pátém kole zamířil k mechanikům i González jehož zadní pneumatiky vykazovaly známky značného opotřebení. V úseku trati nazvané Montplaisir, odstavil svůj monopost Bira, kterému praskal zadní náprava. Sedmé kolo poslalo k mechanikům i Farinu, jeho Maserati ztratilo na výkonu vinou menší poruchy na vstřikování. V polovině závodu přivedla stejná závada do boxů i Ferrari Luigiho Villoresiho, který ale neměl takové štěstí jako Farina a závod pro něj skončil.
Mezitím Ascari zajel nejrychlejší kolo závodu, které mu vydrželo jen par minut protože ho vzápětí překonal Fangio, cítící v Italově rudém Ferrari nebezpečí.
V poslední třetině závodu provázela smůla Alberta Ascariho, který ve snaze dostihnout Fangia uštval dvanáctiválec svého Ferrari. Lídr závodu, neobtěžován úhlavním rivalem zvolnil ze svého tempa a dvojice pronásledovatelů Sommer a Rossier, ukrojila cenné sekundy z jeho náskoku.
Předposlední kolo závodu. Juan Manuel Fangio má viditelné problémy s vozem, všiml si toho i Sommer, jedoucí na druhém místě, a zrychlil. Před nájezdem do Montplaisir, téměř dva kilometry před cílem, se z Maserati vyhrnul mrak dýmu, Fangio značně zpomalil což stačilo Sommerovi, aby se zhruba tři sta metru před cílovou čárou dostal před Fangia. S explozí Fangiova motoru se na trať dostal i olej, který poskvrnil pneumatiky Sommerova Talbotu. To mělo velký vliv na následnou nehodu, při brzdění za cílovou čarou, Sommerův vůz se dostal do mírného smyku a byl vržen proti balíkům slámy, na které pár minut před osudným okamžikem vylezl neukázněný fotograf. Talbot ho odmrštil prakticky až doprostřed silnice, kde zůstal ležet. Raymond Sommer byl v šoku, radost z vítězství mu kalila myšlenka na nešťastného fotografa. Pár minut po incidentu dostal Sommer dobrou zprávu od pořadatelů, kteří se mezitím k nešťastníkovi seběhli, že fotograf je při vědomí a má jen pár škrábanců.
Startovní rošt do druhého závodu byl ochuzen o dvě esa, Sommer i Fangio v první jízdě oba dva poškodili své vozy. Étancelin nabídl svůj monopost Sommerovi a González zase Fangiovi, ale oba toto sportovní gesto odmítli a do druhého závodu nenastoupili. Počet účastníku se zúžil na 11.
Jakmile jezdci dostali pokyn ke startu, do čela se prodral González jen těsně před Rosierem a Ascarim. Étancelin, který startoval z posledního místa, poskočil na sedmé místo. Ve čtvrtém kole v Saint Juery zastavil González, aby si očistil brýle od oleje, který odletoval od Rosierova Talbotu v době, kdy ho střídal ve vedení. Výborně jedoucí Philippe Étancelin, nejdříve překonal Levegha a v místě Montplaisir posléze i Trintignanta, čímž se dostal již na pátou pozici. Mezitím Ascariho provázeli problémy s vozem a musel do boxu. Mechanici nedokázali problém na místě odstranit a tak závod pro Ascariho skončil. O vzrušení se na trati postaral Étancelin, ve snaze zlepšit si pozici vlétl příliš rychle do jedné ze zatáček a poroučel se mimo trať, v okamžiku, kdy se na ní znovu vrátil byl zase šestý.
Na čele jel Rosier bez sebemenšího tlaku od soupeřů, než se zezadu začal přibližovat González. Na třetím místě jedoucí Farina musel odrážet útoky od dotěrného Levegha, ale to už oba ztráceli téměř tři minuty na lídra závodu. V desátém kole se González dotáhl na Rosiera a ve sjezdu do La Renaudié si znovu vzal první místo a pokračoval ve své triumfální jízdě. Nejprve nadělil jedno kolo Graffenriedovi a další Claesovi, který už nasbíral tři.
I přes dobrou rychlost a nesporný talent Maurice Trintignanta, Pierre Levegh se svým Talbotem pokořil malou Simcu a vrátil se na čtvrté místo.
González protíná cílovou čáru jako vítěz, brilantním výkonem si druhé místo vychutnává Rosier. Po sečtení všech časů, se ukazuje jako nejrychlejší právě Rosier, před Gonzálezem a Trintignantem, který ale už ztrácel jedno kolo.

## Výsledky
- 16. června 1950
- Okruh Albi Circuit
- 17 kol x 8,880 km / 303,84 km

| Legenda k tabulce | Legenda k tabulce                                                                       |
| Barva             | Výsledek                                                                                |
| ----------------- | --------------------------------------------------------------------------------------- |
| Zlatá             | Vítěz                                                                                   |
| Stříbrná          | 2. místo                                                                                |
| Bronzová          | 3. místo                                                                                |
| Zelená            | Bodované umístění                                                                       |
| Modrá             | Nebodované umístění                                                                     |
| Modrá             | Dokončil neklasifikován (NC)                                                            |
| Fialová           | Odstoupil (Ret)                                                                         |
| Červená           | Nekvalifikoval se (DNQ)                                                                 |
| Červená           | Nepředkvalifikoval se (DNPQ)                                                            |
| Černá             | Diskvalifikován (DSQ)                                                                   |
| Bílá              | Nestartoval (DNS)                                                                       |
| Bílá              | Závod zrušen (C)                                                                        |
| Světle modrá      | Pouze trénoval (PO)                                                                     |
| Světle modrá      | Páteční testovací jezdec (TD)                                                           |
| Bez barvy         | Netrénoval (DNP)                                                                        |
| Bez barvy         | Vyřazen (EX)                                                                            |
| Bez barvy         | Nepřijel (DNA)                                                                          |
| Bez barvy         | Odvolal účast (WD)                                                                      |
| Bez barvy         | Nezúčastnil se (prázdné)                                                                |
| Označení          | Význam                                                                                  |
| Tučnost           | Pole position                                                                           |
| Kurzíva           | Nejrychlejší kolo                                                                       |
| †                 | Jezdec nedojel do cíle, ale byl klasifikován, protože odjel více než 90 % délky závodu. |
| ‡                 | Byl udělován poloviční počet bodů, protože bylo odjeto méně než 75 % délky závodu.      |
| Horní index       | Umístění bodujících jezdců ve sprintu                                                   |

### Konečné výsledky po sečtení čásů
| Pozice         | Č              | Jezdec                | Vůz                | 1 závod        | 2 závod         | Součet         | Kola           |
| Konečné pořadí | Konečné pořadí | Konečné pořadí        | Konečné pořadí     | Konečné pořadí | Konečné pořadí  | Konečné pořadí | Konečné pořadí |
| -------------- | -------------- | --------------------- | ------------------ | -------------- | --------------- | -------------- | -------------- |
| 1              | 2              | Louis Rosier          | Talbot T26C        | 56:21,2 (3.)   | 56:47,4 (2.)    | 1 h 53 m 8,6   | 34             |
| 2              | 12             | Jose Froilan Gonzalez | Maserati 4CLT/48   | 57:08,2 (4.)   | 56:27,7 (1.)    | 1 h 53 m 35,9  | 34             |
| 3              | 22             | Maurice Trintignant   | Simca Gordini T 15 | 58:36,2 (5.)   | 56:40,4 (5.)    | 1 h 55 m 16,6  | 33             |
| 4              | 34             | Pierre Levegh         | Talbot T26C        | 56:25,9 (7.)   | 1 h 0:01,2 (4.) | 1 h 56 m 27,1  | 33             |
| 5              | 20             | Robert Manzon         | Simca Gordini T 15 | 56:33,2 (8.)   | 57:00,8 (6.)    | 1 h 53 m 34,0  | 32             |
| 6              | 14             | Nello Pagani          | Maserati 4CLT/48   | 56:14,6 (6.)   | 59:14,7 (7.)    | 1 h 55 m 29,3  | 32             |
| NC             | 8              | Giuseppe Farina       | Maserati 4CLT/48   | 58:51,8 (Nc.)  | 59:07,5 (3.)    | 1 h 57 m 49,3  | 31             |
| NC             | 32             | Johnny Claes          | Talbot T26C        | 57:07,8 (10.)  | 58:32,7 (9.)    | 1 h 55 m 40,5  | 29             |
| NC             | 26             | Toulo de Graffenried  | Maserati 4CLT/48   | 59:56,7 (Nc.)  | 1.00:24,3 (8.)  | 2 h 0 m 21,0   | 27             |

## První závod
| Pozice             | Č                  | Jezdec                | Vůz                | Kolo               | Čas                | +/-                | Pole               | Nej. kolo          |
| 1. závod na 17 kol | 1. závod na 17 kol | 1. závod na 17 kol    | 1. závod na 17 kol | 1. závod na 17 kol | 1. závod na 17 kol | 1. závod na 17 kol | 1. závod na 17 kol | 1. závod na 17 kol |
| ------------------ | ------------------ | --------------------- | ------------------ | ------------------ | ------------------ | ------------------ | ------------------ | ------------------ |
| 1                  | 6                  | Raymond Sommer        | Talbot T26C        | 17                 | 55 m 53,6          | 2                  | 3                  |                    |
| 2                  | 10                 | Juan Manuel Fangio    | Maserati 4CLT/48   | 17                 | 55 m 54,1          | 1                  | 1                  | 3:06,7             |
| 3                  | 2                  | Louis Rosier          | Talbot T26C        | 17                 | 56 m 21,2          | 2                  | 5                  |                    |
| 4                  | 12                 | Jose Froilan Gonzalez | Maserati 4CLT/48   | 17                 | 57 m 8,2           | 2                  | 2                  |                    |
| 5                  | 22                 | Maurice Trintignant   | Simca Gordini T 15 | 17                 | 58 m 36,2          | 8                  | 13                 |                    |
| 6                  | 14                 | Nello Pagani          | Maserati 4CLT/48   | 16                 | à 1 kolo           | 6                  | 12                 |                    |
| 7                  | 34                 | Pierre Levegh         | Talbot T26C        | 16                 | à 1 kolo           | 4                  | 11                 |                    |
| 8                  | 20                 | Robert Manzon         | Simca Gordini T 15 | 16                 | à 1 kolo           | 6                  | 14                 |                    |
| 9                  | 18                 | Alberto Ascari        | Ferrari 125        | 16                 | à 1 kolo           | 1                  | 8                  |                    |
| 10                 | 32                 | Johnny Claes          | Talbot T26C        | 15                 | à 2 kola           | 0                  | 10                 |                    |
| Nc                 | 8                  | Giuseppe Farina       | Maserati 4CLT/48   | 14                 | à 3 kola           | 7                  | 4                  |                    |
| Nc                 | 26                 | Toulo de Graffenried  | Maserati 4CLT/48   | 11                 | à 6 kol            | 4                  | 16                 |                    |
| Pozice             | Č                  | Odstoupili            | Vůz                | Kolo               | Čas                | +/-                | Pole               | Nej. kolo          |
| Inj                | 4                  | Philippe Étancelin    | Talbot T26C        |                    | Zraněn             |                    | 7                  |                    |
| Ret                | 16                 | Luigi Villoresi       | Ferrari 125        |                    | Vstřikování        |                    | 6                  |                    |
| Ret                | 38                 | Yves Giraud-Cabantous | Talbot T26C        |                    | ?                  |                    | 9                  |                    |
| Ret                | 24                 | Princ Bira            | Maserati 4CLT/48   |                    | Zadní náprava      |                    | 15                 |                    |
| Pozice             | Č                  | Nestartoval           | Vůz                | Kolo               | Příčina            | +/-                | Pole               | Nej. kolo          |
| DNS                | 28                 | Felice Bonetto        | Maserati 4CLT/50   |                    |                    |                    |                    |                    |
| DNS                | 30                 | Gianfranco Comotti    | Maserati 4CLT/50   |                    |                    |                    |                    |                    |

### Nejrychlejší kolo
- Juan Manuel Fangio (Maserati 4CLT/48) 3:06,7

### Postavení na startu
| _______3_______ Raymond Sommer Talbot 3:10,0      |                                               | _______2_______ Jose Froilan Gonzalez Maserati 3:08,6 |                                                     | _______1_______ Juan Manuel Fangio Maserati 3:06,7      |
|                                                   | _______5_______ Louis Rosier Talbot 3:12,6    |                                                       | _______4_______ Giuseppe Farina Maserati 3:11,0     |                                                         |
| _______8_______ Alberto Ascari Ferrari 3:16,0     |                                               | _______7_______ Philippe Étancelin Talbot 3:15,4      |                                                     | _______6_______ Luigi Villoresi Ferrari 3:12,7          |
|                                                   | _______10_______ Johnny Claes Talbot 3:21,3   |                                                       | _______9_______ Yves Giraud-Cabantous Talbot 3:16,8 |                                                         |
| _______13_______ Maurice Trintignant Simca 3:30,6 |                                               | _______12_______ Nello Pagani Maserati 3:27,5         |                                                     | _______11_______ Pierre Levegh Talbot 3:23,4            |
|                                                   | _______15_______ Princ Bira Maserati bez času |                                                       | _______14_______ Robert Manzon Simca 3:31,5         |                                                         |
|                                                   |                                               |                                                       |                                                     | _______16_______ Toulo de Graffenried Maserati bez času |

## Druhý závod
| Pozice             | Č                  | Jezdec                | Vůz                | Kolo               | Čas                | +/-                | Pole               | Nej. kolo          |
| 2. závod na 17 kol | 2. závod na 17 kol | 2. závod na 17 kol    | 2. závod na 17 kol | 2. závod na 17 kol | 2. závod na 17 kol | 2. závod na 17 kol | 2. závod na 17 kol | 2. závod na 17 kol |
| ------------------ | ------------------ | --------------------- | ------------------ | ------------------ | ------------------ | ------------------ | ------------------ | ------------------ |
| 1                  | 12                 | Jose Froilan Gonzalez | Maserati 4CLT/48   | 17                 | 56 m 27,7          | 3                  | 4                  |                    |
| 2                  | 2                  | Louis Rosier          | Talbot T26C        | 17                 | 56 m 47,4          | 1                  | 3                  |                    |
| 3                  | 8                  | Giuseppe Farina       | Maserati 4CLT/48   | 17                 | 59 m 7,5           | 8                  | 11                 |                    |
| 4                  | 34                 | Pierre Levegh         | Talbot T26C        | 17                 | 1 h 0 m 1,2        | 3                  | 7                  |                    |
| 5                  | 22                 | Maurice Trintignant   | Simca Gordini T 15 | 16                 | à 1 kolo           | 0                  | 5                  |                    |
| 6                  | 20                 | Robert Manzon         | Simca Gordini T 15 | 16                 | à 1 kolo           | 2                  | 8                  |                    |
| 7                  | 14                 | Nello Pagani          | Maserati 4CLT/48   | 16                 | à 1 kolo           | 1                  | 6                  |                    |
| 8                  | 26                 | Toulo de Graffenried  | Maserati 4CLT/48   | 16                 | à 1 kolo           | 4                  | 12                 |                    |
| 9                  | 32                 | Johnny Claes          | Talbot T26C        | 14                 | à 3 kola           | 1                  | 10                 |                    |
| Pozice             | Č                  | Odstoupili            | Vůz                | Kolo               | Čas                | +/-                | Pole               | Nej. kolo          |
| Ret                | 18                 | Alberto Ascari        | Ferrari 125        |                    | ?                  |                    | 9                  |                    |
| Ret                | 4                  | Philippe Étancelin    | Talbot T26C        |                    | Ventily            |                    | 13                 |                    |
| Pozice             | Č                  | Nestartoval           | Vůz                | Kolo               | Příčina            | +/-                | Pole               | Nej. kolo          |
| DNS                | 10                 | Juan Manuel Fangio    | Maserati 4CLT/48   |                    |                    |                    | 2                  |                    |
| DNS                | 30                 | Raymond Sommer        | Talbot T26C        |                    |                    |                    | 1                  |                    |

### Postavení na startu
Pořadí v první jízdě určilo postavení na startu do jízdy druhé
| _______3_______ Louis Rosier Talbot        |                                           | _______2_______ Juan Manuel Fangio Maserati    |                                                | _______1_______ Raymond Sommer Talbot     |
|                                            | _______5_______ Maurice Trintignant Simca |                                                | _______4_______ Jose Froilan Gonzalez Maserati |                                           |
| _______8_______ Robert Manzon Simca        |                                           | _______7_______ Pierre Levegh Talbot           |                                                | _______6_______ Nello Pagani Maserati     |
|                                            | _______10_______ Johnny Claes Talbot      |                                                | _______9_______ Alberto Ascari Ferrari         |                                           |
| _______13_______ Philippe Étancelin Talbot |                                           | _______12_______ Toulo de Graffenried Maserati |                                                | _______11_______ Giuseppe Farina Maserati |

## Startovní listina
| Č. | Pilot                   | Tým                    | Šasi              | Motor          | Pneumatiky |
| -- | ----------------------- | ---------------------- | ----------------- | -------------- | ---------- |
| 2  | Louis Rosier            | Ecurie Rosier          | Talbot Lago T26C  | Talbot L 6     |            |
| 4  | Philippe Étancelin      | Privátní               | Talbot Lago T26C  | Talbot L 6     |            |
| 6  | Raymond Sommer          | Privátní               | Talbot-Lago T26C  | Talbot L 6     |            |
| 8  | Giuseppe Farina         | Privátní               | Maserati 4CLT/48  | Maserati L 4 s |            |
| 10 | Juan Manuel Fangio      | Scuderia Achille Varzi | Maserati 4CLT/48  | Maserati L 4 s |            |
| 12 | José Froilan González   | Scuderia Achille Varzi | Maserati 4CLT/48  | Maserati L 4 s |            |
| 14 | Nello Pagani            | Scuderia Achille Varzi | Maserati 4CLT/48  | Maserati L 4 s |            |
| 16 | Luigi Villoresi         | Scuderia Ferrari       | Ferrari 125       | Ferrari V 12   |            |
| 18 | Alberto Ascari          | Scuderia Ferrari       | Ferrari 125       | Ferrari V 12   |            |
| 20 | Robert Manzon           | Equipe Gordini         | Simca Gordini T15 | Gordini L 4 s  |            |
| 22 | Maurice Trintignant     | Equipe Gordini         | Simca Gordini T15 | Gordini L 4 s  |            |
| 24 | Princ Bira              | Enrico Platé           | Maserati 4CLT/48  | Maserati L 4 s |            |
| 26 | Emmanuel de Graffenried | Enrico Platé           | Maserati 4CLT/48  | Maserati L 4 s |            |
| 28 | Felice Bonetto          | Scuderia Milano        | Maserati 4CLT/50  | Speluzzi L4    |            |
| 30 | Gianfranco Comotti      | Scuderia Milano        | Maserati 4CLT/50  | Speluzzi L4    |            |
| 32 | Johnny Claes            | Ecurie Belge           | Talbot-Lago T26C  | Talbot L 6     |            |
| 34 | Pierre Levegh           | P. Bouillin            | Talbot-Lago T26C  | Talbot L 6     |            |
| 36 | Pierre Meyrat           | Ecurie France          | Talbot-Lago T26C  | Talbot L 6     |            |
| 38 | Yves Giraud-Cabantous   | Ecurie France          | Talbot-Lago T26C  | Talbot L 6     |            |

| Pole position      | Vítězství    | Nej. kolo          |
| Juan Manuel Fangio | Louis Rosier | Juan Manuel Fangio |
| Maserati 4CLT/48   | Talbot T26C  | Maserati 4CLT/48   |
| 3'06,7             | 1.53:08,6    | 3'06,7             |
| 171 km/h           | 160,476 km/h | 171 km/h           |
| ------------------ | ------------ | ------------------ |